# Gylmar dos Santos Neves
Gylmar dos Santos Neves, conocido como Gilmar (Santos, 22 de agosto de 1930-São Paulo, 25 de agosto de 2013), fue un jugador de fútbol brasileño que jugaba en la posición de arquero. Jugó la mayor parte de su carrera para el Santos Futebol Clube durante la década de 1960 y fue un miembro de la Selección Brasileña de Fútbol en tres Copas Mundiales. Fue elegido el mejor arquero brasileño del siglo XX y uno de los mejores del mundo por la IFFHS. Lo recuerdan por su estilo sobrio y su personalidad pacífica.

## Carrera

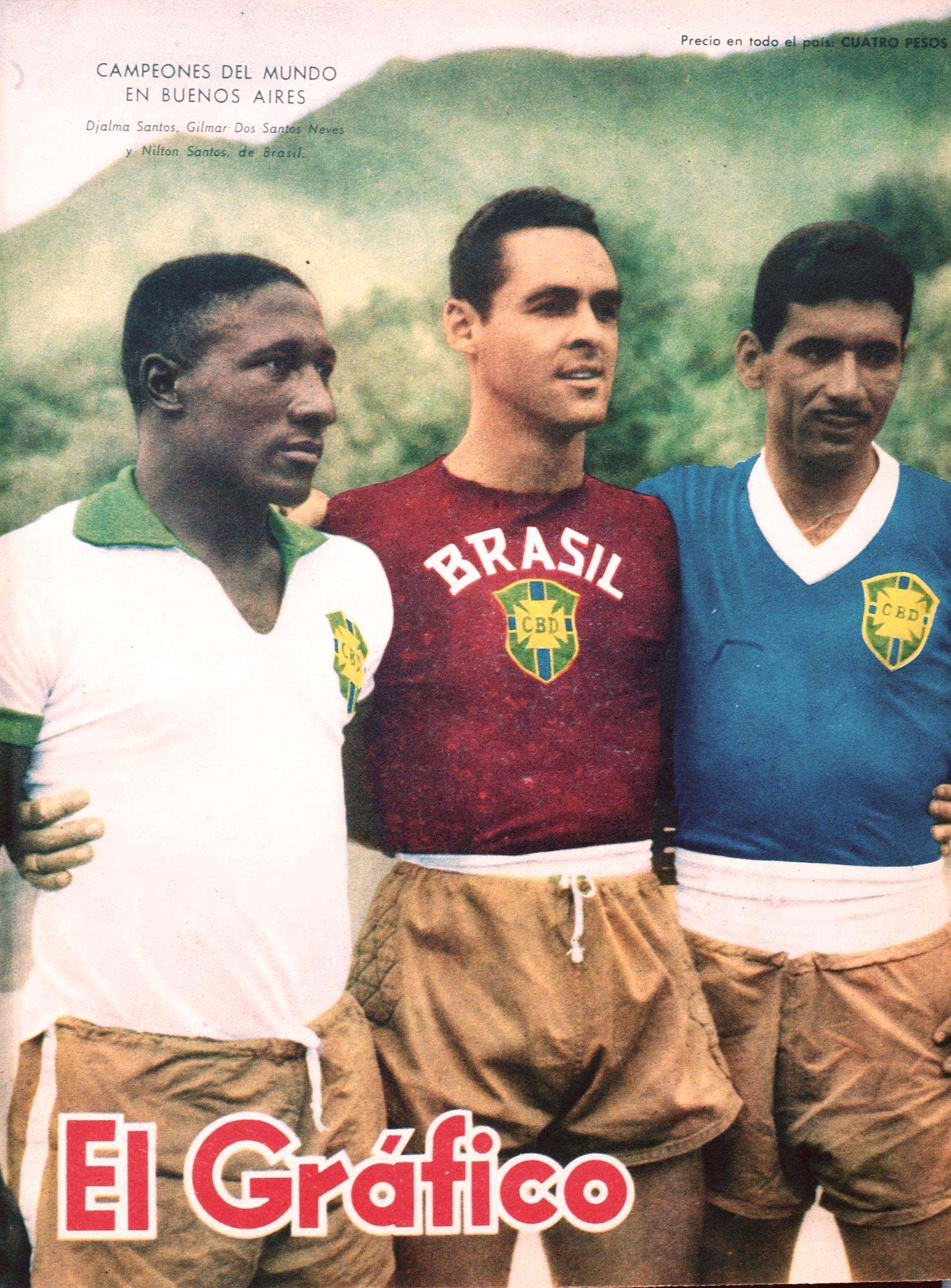
Djalma Santos, Gylmar y Nilton Santos en 1959.

Gilmar comenzó su carrera jugando para el club Jabaquara de la ciudad de Santos. En 1951 fue transferido al Corinthians, club con el que se consagró campeón del Campeonato Estatal en 1951, 1952, 1954 y de la Pequeña Copa del Mundo de Clubes en ese mismo año. 
En 1961, firmó para jugar para el Santos, donde fue parte de uno de los mejores equipos de fútbol de la historia del deporte, y probablemente el mejor equipo de fútbol de la era, conocido como El Santos de Pelé. En ese equipo jugaron leyendas deportivas como Pelé, Pepe, Zito, Mengálvio, Lima, y Coutinho, entre otros.
Con Gilmar defendiendo los postes, Santos conquistó casi todos los campeonatos que disputó: cinco Campeonatos Estatales de San Pablo (1962, 1964, 1965, 1967 y 1968), cuatro torneos nacionales (1962, 1963, 1964 y 1965), dos Copa Libertadores de América (1962 y 1963) y dos Copas Intercontinentales.

## Selección nacional
Con la selección de fútbol de Brasil, Gilmar jugó más de 100 veces (103 veces, entre partidos oficiales y no oficiales), y fue seleccionado para el equipo nacional para 3 Copas Mundiales: entre el año 1958 y el 1966. Fue parte del equipo titular en las primeras dos Copas Mundiales ganadas por Brasil, la Copa Mundial de Fútbol de 1958, disputada en Suecia y la Copa Mundial de Fútbol de 1962, disputada en Chile.

## Palmarés

### Torneos regionales
| Título               | Club                    | Estado/s                   | Año  |
| -------------------- | ----------------------- | -------------------------- | ---- |
| Campeonato Paulista  | SC Corinthians Paulista | São Paulo                  | 1951 |
| Campeonato Paulista  | SC Corinthians Paulista | São Paulo                  | 1952 |
| Torneo Río-São Paulo | SC Corinthians Paulista | Río de Janeiro / São Paulo | 1953 |
| Campeonato Paulista  | SC Corinthians Paulista | São Paulo                  | 1954 |
| Torneo Río-São Paulo | SC Corinthians Paulista | Río de Janeiro / São Paulo | 1954 |
| Campeonato Paulista  | Santos Futebol Clube    | São Paulo                  | 1962 |
| Torneo Río-São Paulo | Santos Futebol Clube    | Río de Janeiro / São Paulo | 1963 |
| Campeonato Paulista  | Santos Futebol Clube    | São Paulo                  | 1964 |
| Torneo Río-São Paulo | Santos Futebol Clube    | Río de Janeiro / São Paulo | 1964 |
| Campeonato Paulista  | Santos Futebol Clube    | São Paulo                  | 1965 |
| Torneo Río-São Paulo | Santos Futebol Clube    | Río de Janeiro / São Paulo | 1966 |
| Campeonato Paulista  | Santos Futebol Clube    | São Paulo                  | 1967 |
| Campeonato Paulista  | Santos Futebol Clube    | São Paulo                  | 1968 |

### Campeonatos nacionales
| Título  | Club         | Año  |
| ------- | ------------ | ---- |
| Série A | Santos F. C. | 1961 |
| Série A | Santos F. C. | 1962 |
| Série A | Santos F. C. | 1963 |
| Série A | Santos F. C. | 1964 |
| Série A | Santos F. C. | 1965 |
| Série A | Santos F. C. | 1968 |

### Campeonatos internacionales
| Título                                    | Equipo              | Sede           | Año  |
| ----------------------------------------- | ------------------- | -------------- | ---- |
| Copa Mundial de Fútbol                    | Selección de Brasil | Suecia         | 1958 |
| Copa Mundial de Fútbol                    | Selección de Brasil | Chile          | 1962 |
| Copa Libertadores                         | Santos F. C.        | Buenos Aires   | 1962 |
| Copa Intercontinental                     | Santos F. C.        | Lisboa         | 1962 |
| Copa Libertadores                         | Santos F. C.        | Buenos Aires   | 1963 |
| Copa Intercontinental                     | Santos F. C.        | Río de Janeiro | 1963 |
| Supercopa de Campeones Intercontinentales | Santos F. C.        | Milán          | 1968 |

## Fallecimiento
Falleció en São Paulo el 25 de agosto de 2013, a los 83 años, a consecuencia de un infarto.